# Missioneres de la Immaculada Concepció
Les Missioneres de la Immaculada Concepció són una congregació religiosa fundada per Alfonsa Cavin i el bisbe Josep Domènec Costa i Borrás en 1850. Les seves germanes, anomenades Germanes Concepcionistes, posposen al seu nom les sigles M.I.C..
No s'han de confondre amb la congregació de les Franciscanes Missioneres de la Immaculada Concepció, fundada per una companya de Cavin.

## Història
Alfonsa Cavin Millot era una religiosa de les Germanes de la Sagrada Família de Bordeus, enviada amb tres germanes a Mataró, on arribà en 1846 per fundar-hi una escola per a les nenes pobres (Mataró tenia llavors 17.000 habitants i una industrialització creixent, però cap escola per a dones). Alfonsa trobà que la tasca era molt més gran i començà a atendre les necessitats d'orfes, ancianes i dones sense recursos en general; en 1847 obrí un orfanat. Aquestes activitats provocaren conflictes amb les autoritats de Bordeus.
Amb el suport del bisbe de Barcelona, Josep Domènec Costa i Borràs, decideix de separar-se'n i crear una nova congregació per treballar directament amb la gent del país. Tots dos funden un nou institut, les Germanes de la Concepció, el 4 d'agost de 1850. En 1902 fou aprovada per la Santa Seu i passa a ser un institut de dret pontifici amb el nom de Missioneres de la Immaculada Concepció.
Es difongué ràpidament per tot Catalunya. En 1885, des de la casa de Barcelona, sortiren les primeres missioneres cap a Guinea Equatorial, on van cridades pels pares claretians, que s'hi havien instal·lat.

## Activitat i difusió
Les Germanes Concepcionistes ajuden al desenvolupament espiritual i material de tothom, però especialment de les dones i els necessitats. Fan educació de la dona i assistència en sentit ampli: escoles, internats, atenció a orfes, hospitals, llars d'avis, tallers d'acollida i promoció de la dona, etc.
En 2011 compta amb 431 germanes en 61 cases. Són presents a (per ordre d'arribada de les germanes): Espanya, Itàlia, Guinea Equatorial, Argentina, Veneçuela, Colòmbia, Libèria, Ghana, Togo, Paraguai, Mèxic i Camerun.